# ATP가수분해효소

아데노신 삼인산(ATP)의 구조

아데노신 이인산(ADP)의 구조

아데노신 일인산(AMP)의 구조

ATP가수분해효소(영어: ATPase) (EC 3.6.1.3)는 ATP를 ADP와 유리 인산염 이온으로 분해하는 것을 촉매하거나 또는 그 역반응을 촉매하는 효소 부류이다. 아데노신 5'-삼인산가수분해효소(영어: Adenosine 5'-TriPhosphatase, ATPase), 아데닐피로인산가수분해효소(영어: adenylpyrophosphatase), ATP 일인산가수분해효소(영어: ATP monophosphatase), 삼인산가수분해효소(영어: triphosphatase), SV40 T-항원(영어: SV40 T-antigen), ATP 가수분해효소(영어: ATP hydrolase), 복합체 V(영어: complex V) (미토콘드리아의 전자전달계), (Ca2+ + Mg2+)-ATP가수분해효소(영어: (Ca2+ + Mg2+)-ATPase), HCO3−-ATP가수분해효소(영어: HCO3−-ATPase), 아데노신 삼인산가수분해효소(영어: adenosine triphosphatase)라고도 한다. 이러한 탈인산화 반응은 에너지를 방출하며, 효소(대부분의 경우)는 그렇지 않으면 일어나지 않을 다른 화학 반응을 일으키기 위해 이 에너지를 이용한다. 이 과정은 알려진 모든 형태의 생명체들에서 널리 사용된다.
이러한 효소 중 일부는 내재성 막 단백질(생체막 내부에 고정됨)이며, 일반적으로 농도 기울기가 형성되면 막을 가로질러 용질을 이동시킨다. 이들을 막관통 ATP가수분해효소라고 한다.

## 기능

Na^{+}/K^{+}-ATP가수분해효소(Na^{+}/K^{+}-ATPase)

막관통 ATP가수분해효소는 세포의 물질대사에서 필요한 대사 산물을 들여오고 세포 과정을 방해할 수 있는 독소, 노폐물, 용질을 내보낸다. 중요한 예로는 세포막 전위를 유지시키는 나트륨-칼륨 펌프(Na+/K+-ATPase)가 있다. 또 다른 예로는 위의 내용물을 산성화시키는 수소-칼륨 ATP가수분해효소(H+/K+-ATPase 또는 위 양성자 펌프)가 있다. ATP가수분해효소는 동물에서 유전적으로 보존되어 있다. 따라서 ATP가수분해효소에 작용하는 식물에 의해 생성되는 독성 스테로이드인 카르데놀라이드는 용량 의존적으로 작용하는 일반적이고 효과적인 동물 독소를 만든다.
교환체 외에도 막횡단 ATP가수분해효소의 다른 범주에는 공동수송체 및 펌프(일부 교환체는 펌프이기도 함)가 포함된다. Na+/K+-ATP가수분해효소와 같은 것들 중 일부는 전하의 순흐름을 유발하지만, 다른 것들은 그렇지 않다. 이들은 각각 전기발생 수송체(electrogenic transporter) 및 전기중성 수송체(electroneutral transporter)라고 불린다.
"구리 이온과 선택적으로 결합하는 막 결합 구리 수송 ATP가수분해효소(Cu-ATPase)는 구리 이온을 세포 안팎으로 수송한다 (해리스(Harris) 등 1998년)." 출처: https://www.atsdr.cdc.gov/ToxProfiles/tp132.pdf  p.73

## 구조
워커 모티프는 뉴클레오타이드의 결합 및 가수분해를 위한 단백질 서열 모티프이다. 이러한 광범위한 기능 외에도 워커 모티프는 티로신 키네이스를 제외하고 거의 모든 ATP가수분해효소에서 찾아볼 수 있다. 워커 모티프는 일반적으로 네스트(단백질 구조 모티프)로 자체 조직되는 β 시트-턴-α 나선을 형성한다. 이것은 ATP가수분해효소가 자가 조직화되어야 하는 작은 NTP 결합 펩타이드로부터 진화해왔기 때문인 것으로 생각된다.
단백질 설계로 천연 ATP가수분해효소 서열이나 구조를 사용하지 않고 ATP가수분해효소의 기능을(약하게) 복제할 수 있다. 중요하게도 모든 천연 ATP가수분해효소는 일부 β 시트 구조를 가지고 있지만 설계된 "대체 ATP가수분해효소"에는 β 시트 구조가 없기 때문에 이러한 생명에 필수적인 기능이 자연에서 발견되지 않는 서열 및 구조에서도 가능하다는 것을 보여준다.

## 메커니즘
ATP가수분해효소(ATPase 또는 FoF1-ATP 생성효소라고도 함)는 막을 통해 이온을 이동시켜 ATP의 합성을 수행하도록 촉매하는 전하전달 복합체이다.
ATP의 가수분해와 수송의 짝지음은 가수분해된 각 ATP 분자에 대해 고정된 수의 용질 분자가 수송되는 화학 반응이다. Na+/K+ 교환체의 경우 가수분해되는 ATP 분자당 3개의 Na+ 이온이 세포 밖으로 방출되고 2개의 K+ 이온이 세포 안으로 들어온다.
막관통 ATP가수분해효소는 ATP의 화학 에너지를 막을 경계로 용질의 농도 기울기를 형성하는 화학적 위치 에너지로 전환시킬 수 있다. 이들은 열역학적으로 선호하는 이동 방향의 반대 방향, 즉 농도가 낮은 쪽에서 농도가 높은 쪽으로 용질을 운반한다. 이러한 과정을 능동 수송이라고 한다.
예를 들어 소포성 H+-ATP가수분해효소를 억제하면 소포 내의 pH가 상승하고 세포질의 pH가 저하된다.
모든 ATP가수분해효소는 공통적인 기본 구조를 공유한다. 각 회전식 ATP가수분해효소는 Fo/Ao/Vo 및 F1/A1/V1의 두 가지 주요 구성 요소로 구성된다. 1~3개의 줄기 구조로 연결되어 안정성을 유지하고 회전을 제어하며 반대 방향으로 회전하는 것을 방지한다. 하나의 줄기 구조는 토크를 전달하는 데 사용된다. 말초 줄기 구조의 수는 ATP가수분해효소의 유형에 따라 다르다.  F형 ATP가수분해효소에는 1개, A형 ATP가수분해효소에는 2개, V형 ATP가수분해효소에는 3개가 있다. F1 촉매 도메인은 막의 N쪽에 위치하며 ATP의 합성과 분해에 관여하고 산화적 인산화에 관여한다. Fo 막관통 도메인은 막을 가로지르는 이온의 이동에 관여한다.
세균의 FoF1-ATP가수분해효소는 가용성인 F1 도메인과 다양한 화학량론을 가진 여러 소단위체들로 구성된 막관통 Fo 도메인으로 구성된다. 가운데 줄기 구조를 형성하고 Fo에 연결된 두 개의 소단위체인 γ와 ε이 있다. Fo는 고리(c-고리) 모양의 c-소단위체 올리고머를 포함한다. α 소단위체는 소단위체 b2에 가깝고 막관통 소단위체를 α3β3 및 δ 소단위체에 연결하는 줄기 구조를 구성한다. F형 ATP가수분해효소는 7~9개의 추가적인 소단위체를 포함하는 미토콘드리아의 FoF1-ATP가수분해효소를 제외하고 모양과 기능이 동일하다.
전기화학적 퍼텐셜은 ATP 합성을 위해 c-고리가 시계 방향으로 회전하도록 한다. 이로 인해 가운데 줄기 구조와 촉매 도메인의 모양이 변경된다. c-고리를 회전시키면 3개의 ATP 분자가 생성되고, 이는 H+가 막의 P쪽에서 N쪽으로 이동하도록 한다. c-고리의 반시계 방향으로의 회전은 ATP의 가수분해에 의해 구동되고 이온은 N쪽에서 P쪽으로 이동하여 전기화학적 퍼텐셜을 구축하는 데 도움을 준다.

## 막관통 ATP 생성효소
미토콘드리아와 엽록체의 ATP 생성효소는 아데노신 이인산(ADP)에 무기 인산을 첨가하여 아데노신 삼인산(ATP)를 생성하기 위한 에너지원으로 막을 경계로 한 양성자의 농도 기울기를 이용하는 동화 효소이다.
양성자가 농도 기울기에 순행하여 이동할 때 이 효소가 작동하며, 효소에 회전 운동을 제공한다. 이러한 독특한 회전 운동은 ADP와 Pi를 결합시켜 ATP를 생성하도록 한다.
ATP 생성효소는 역으로 작동할 수도 있다. 즉, ATP의 가수분해에 의해 방출된 에너지를 이용하여 전기화학적 기울기에 역행하여 양성자를 능동수송할 수도 있다.

## 분류
기능(ATP의 합성 또는 ATP의 가수분해), 구조(F형 ATP가수분해효소, V형 ATP가수분해효소, A형 ATP가수분해효소에는 회전 모터가 포함됨) 및 운반하는 이온의 유형이 다를 수 있는 다양한 유형의 ATP가수분해효소가 있다.
- 회전식 ATP가수분해효소[14][15]
  - 미토콘드리아, 엽록체 및 세균의 원형질막의 F형 ATP가수분해효소(F1Fo-ATPase)는 산화적 인산화(미토콘드리아) 또는 광합성(엽록체)에 의해 생성된 양성자의 농도 기울기를 사용하여 ATP를 생성한다.[16]
    - 델타/OSCP 소단위체가 없는 F형 ATP가수분해효소는 대신 나트륨 이온을 이동시킨다. 이들은 A형 ATP가수분해효소가 V형 ATP가수분해효소에서 나오는 것보다 일반적인 F형 ATP가수분해효소에서 더 멀리 떨어져 있는 별개의 그룹을 형성하는 것처럼 보이기 때문에 N형 ATP가수분해효소라고 하는 것으로 제안되었다.[17]

  - V형 ATP가수분해효소(V1Vo-ATPase)는 주로 진핵생물의 액포에서 발견되며, ATP의 가수분해를 촉매하여 용질을 수송하고 양성자 펌프를 사용하는 리소좀과 같은 세포소기관에서 pH를 낮춘다.
  - A형 ATP가수분해효소(A1Ao-ATPase)는 고세균 및 일부 극한 환경에 서식하는 세균에서 발견된다. 이들은 주로 V형 ATP가수분해효소처럼 배열되지만, 주로 ATP 생성효소로서 F형 ATP가수분해효소처럼 기능한다.
  - 반드시 회전할 필요는 없는 많은 상동체들이 존재한다. ATP 합성효소#진화를 참조.
- P형 ATP가수분해효소(E1E2-ATPase)는 세균, 균류, 진핵세포의 원형질막 및 세포소기관에서 발견되며 막을 가로질러 다양한 이온을 운반하는 기능을 한다.
- E형 ATP가수분해효소는 세포 외 ATP를 포함한 다양한 NTP를 가수분해하는 세포 표면의 효소이다. 예로는 모두 "GDA1 CD39" 슈퍼패밀리의 구성원인 ecto-ATPase, CD39 및 ecto-ATP/Dase가 있다.[18]
- AAA 단백질은 고리 모양의 P-루프 NTP가수분해효소 계열이다.

### P형 ATP가수분해효소
P형 ATP가수분해효소(때때로 E1E2-ATPase로 알려짐)는 세균과 진핵생물의 원형질막 및 세포소기관에서 발견된다. 그 이름은 활성화시 아스파르트산 잔기에 무기 인산(Pi)이 짧은 시간 동안 부착되기 때문에 붙여졌다. P형 ATP가수분해효소의 기능은 ATP의 가수분해시 발생하는 에너지를 사용하여 막을 가로질러 이온 및 인지질과 같은 다양한 화합물들을 수송하는 것이다. 특정 유형의 이온을 운반하는 다양한 종류의 P형 ATP가수분해효소가 있다. P형 ATP가수분해효소는 하나 또는 두 개의 폴리펩타이드로 구성될 수 있으며, 일반적으로 E1 및 E2의 두 가지 주요 입체형태를 취할 수 있다..

### 사람의 유전자
- Na+/K+ 수송: ATP1A1, ATP1A2, ATP1A3, ATP1A4, ATP1B1, ATP1B2, ATP1B3, ATP1B4
- Ca2+ 수송: ATP2A1, ATP2A2, ATP2A3, ATP2B1, ATP2B2, ATP2B3, ATP2B4, ATP2C1, ATP2C2
- Mg2+ 수송: ATP3
- H+/K+ 교환: ATP4A
- H+ 수송, 미토콘드리아: ATP5A1, ATP5B, ATP5C1, ATP5C2, ATP5D, ATP5E, ATP5F1, ATP5G1, ATP5G2, ATP5G3, ATP5H, ATP5I, ATP5J, ATP5J2, ATP5L, ATP5L2, ATP5O, ATP5S
- H+ 수송, 리소좀: ATP6AP1, ATP6AP2, ATP6V1A, ATP6V1B1, ATP6V1B2, ATP6V1C1, ATP6V1C2, ATP6V1D, ATP6V1E1, ATP6V1E2, ATP6V1F, ATP6V1G1, ATP6V1G2, ATP6V1G3, ATP6V1H, ATP6V0A1, ATP6V0A2, ATP6V0A4, ATP6V0B, ATP6V0C, ATP6V0D1, ATP6V0D2, ATP6V0E
- Cu2+ 수송: ATP7A, ATP7B
- 클래스 I, 8형: ATP8A1, ATP8B1, ATP8B2, ATP8B3, ATP8B4
- 클래스 II, 9형: ATP9A, ATP9B
- 클래스 V, 10형: ATP10A, ATP10B, ATP10D
- 클래스 VI, 11형: ATP11A, ATP11B, ATP11C
- H+/K+ 수송, 위가 아님: ATP12A
- 13형: ATP13A1, ATP13A2, ATP13A3, ATP13A4, ATP13A5

## 같이 보기
- ATP 생성효소
- ATP 생성효소 알파/베타 소단위체
- AAA 단백질
- P형 ATP가수분해효소
- V형 ATP가수분해효소
- F형 ATP가수분해효소
- GTP가수분해효소